# L'Entraîneur (film)
Pour les articles homonymes, voir L'Entraîneur (homonymie).
Pour plus de détails, voir Fiche technique et Distribution.
L'Entraîneur (Тренер, Trener) est un film russe réalisé par Danila Kozlovski, sorti en 2018.

## Fiche technique
- Titre original : Тренер, Trener
- Titre français : L'Entraîneur
- Réalisation : Danila Kozlovski
- Scénario : Danila Kozlovski, Sergueï Tchetveroukhine et Andreï Zolotarev
- Costumes : Varvara Avdyushko
- Photographie : Fedor Lyass
- Montage : Mariya Likhachyova
- Pays d'origine : Russie
- Format : Couleurs - 35 mm
- Genre : comédie dramatique
- Durée : 138 minutes
- Date de sortie :
  -  Russie : 19 avril 2018

## Distribution
- Vitaliy Andreev : Zuev
- Vilen Babichev : Fanat
- Dmitrii Chebotarev : Masyanya
- Alan Gatagov : Petrovskiy
- Irina Gorbatcheva : Lara
- Igor Gordin : le président du FK Spartak Moscou
- Aleksandr Ilin : mécanicien
- Vladimir Ilin : Berger
- Askar Ilyasov : Raf
- Egor Kelli : Bandit
- Vladislav Khatazhenkov : Zorik
- Igor Kosterin : Trener
- Aleksandr Kovalyov : Trener
- Danila Kozlovski : Yuriy Stoleshnikov
- Ievgueni Savine : Anurov, le capitaine du FK Spartak Moscou
- Dmitri Sytchev : Dodin

## Accueil

### Box-office
Il est le film qui fait le plus d'entrées au box-office russe les deux premières semaines de son exploitation.